# Корби, Майкл (музыкант)
Майкл Корби (англ. Michael Corby; род. 3 июля 1944 года, Виндзор, Беркшир, Англия) — бывший британский клавишник и ритм-гитарист, который был лидером и основателем мейн-/хард-рок-группы «The Babys».

## Биография
5 сентября 1975 года, вместе с менеджером группы Адрианом Милларом, Корби основал группу The Babys. Он также отвечал за имидж и концепцию.
В 1976 году группой был подписан контракт с Chrysalis и 1 декабря того же года вышел первый одноимённый альбом.
Единственным синглом с этого альбома был «If You’ve Got the Time». Альбом записывался в Торонто с сентября по октябрь. Продюсерами выступили Брайан Кристиан и Боб Эзрин. После выпуска «The Babys» казалось, что Миллар и Корби были недовольны продукцией.
Их второй альбом под названием Broken Heart был выпущен 3 сентября 1977 года, ровно через 9 месяцев после их первого альбома. На этот раз он был спродюсирован Роном Невисоном.
На момент 1977 года Корби продолжал оставаться лидером The Babys.
Возможно, именно продюсирование Рона Невисона и привело к тому, что группа попала в топ-20 американских хитов с синглом Isn’t It Time (написанный Джеком Конрадом и Рэем Кеннеди), который достиг своего пика: а именно № 13 в чарте Billboard. Песня являлась как таковым отходом от желания группы играть только свой собственный материал.
Также были включены материалы и других авторов, таких как A Piece Of The Action Майка Джеппа и Часа Сэндфорда.
В альбоме были представлены уникальные акустические вступительные моменты в песнях I’m Falling и Wrong or Right.
Методы производства Невисона усилили зарождающийся талант бас-гитариста Джона Уэйта как вокалиста. Те же самые методы и подчеркнули игру Брока на барабанах, а также игру Стокера на гитаре.
Группа продолжила успешно гастролировать по США с The Babettes, в которой были бэк-вокалистки Andrae Crouch and the Disciples: Лиза Фриман Робертс, Мирна Мэтьюз и Пэт Хендерсон.
Позже, альбом провел две недели на первом месте в Австралии, и выпустил сингл № 1 с песней «Isn’t It Time».
Постепенно споры и разногласия с руководством «Chrysalis» привели к увольнению первоначального менеджера Миллара 28 августа 1978 года. Вскоре после этого ушёл и сам Корби.
После этого Майкл навсегда покинул индустрию музыки, став жить размеренной и спокойной жизнью.

## Дискография
| Год  | Альбом       | Австралия | США | Лейбл    |
| ---- | ------------ | --------- | --- | -------- |
| 1976 | The Babys    | —         | 133 | Кризалис |
| 1977 | Broken Heart | 9         | 34  | Кризалис |
| 1978 | Head First   | 18        | 22  | Кризалис |